# Zagrebačka nogometna zona – Sjever 1977./78.
Zagrebačka nogometna zona – Sjever  je bila jedna od dvije skupine Zagrebačke zone, te liga četvrtog stupnja nogometnog prvenstva Jugoslavije u sezoni 1977./78. 
 
Sudjelovalo je 14 klubova, a prvak je bio "Slaven" iz Koprivnice.  

## Ljestvica
| mj. | klub                    | ut. | pob. | ner. | por. | gol+ | gol- | bod |
| --- | ----------------------- | --- | ---- | ---- | ---- | ---- | ---- | --- |
| 1.  | Slaven Koprivnica       | 26  | 19   | 0    | 7    | 73   | 29   | 38  |
| 2.  | Omladinac Novo Selo Rok | 26  | 16   | 6    | 4    | 53   | 29   | 38  |
| 3.  | Čelik Križevci          | 26  | 13   | 6    | 7    | 45   | 27   | 32  |
| 4.  | Oroteks Oroslavje       | 26  | 13   | 5    | 8    | 45   | 37   | 31  |
| 5.  | Zagorac Krapina         | 26  | 12   | 6    | 8    | 52   | 41   | 30  |
| 6.  | Udarnik Gornji Kućan    | 26  | 12   | 6    | 8    | 47   | 38   | 30  |
| 7.  | Rudar Mihovljan         | 26  | 9    | 8    | 9    | 43   | 41   | 26  |
| 8.  | Fenor Nova Rača         | 26  | 8    | 10   | 8    | 47   | 46   | 26  |
| 9.  | PIK Vrbovec             | 26  | 11   | 4    | 11   | 47   | 46   | 26  |
| 10. | Polet Pribislavec       | 26  | 9    | 3    | 14   | 44   | 62   | 21  |
| 11. | Borac Drnje             | 26  | 8    | 3    | 15   | 35   | 69   | 19  |
| 12. | Daruvar                 | 26  | 8    | 3    | 15   | 39   | 68   | 19  |
| 13. | TVIN Virovitica         | 26  | 4    | 8    | 14   | 29   | 59   | 16  |
| 14. | Mladost Ivanovec        | 26  | 4    | 4    | 18   | 26   | 55   | 12  |

## Rezultatska križaljka
| kratica | klub                    | BOR | ČEL | DAR | FEN | MLA | OML | ORO | PIK | POL | RUD | SLA | TVIN | UDA | ZAG |
| --- | ----------------------- | --- | --- | --- | --- | --- | --- | --- | --- | --- | --- | --- | ---- | --- | --- |
| BOR | Borac Drnje             |     |     |     |     |     |     |     |     |     |     |     |      |     |     |
| ČEL | Čelik Križevci          |     |     |     |     |     |     |     |     |     |     |     |      |     |     |
| DAR | Daruvar                 |     |     |     |     |     |     |     |     |     |     |     |      |     |     |
| FEN | Fenor Nova Rača         |     |     |     |     |     |     |     |     |     |     |     |      |     |     |
| MLA | Mladost Ivanovec        |     |     |     |     |     |     |     |     |     |     |     |      |     |     |
| OML | Omladinac Novo Selo Rok |     |     |     |     |     |     |     |     |     |     |     |      |     |     |
| ORO | Oroteks Oroslavje       |     |     |     |     |     |     |     |     |     |     |     |      |     |     |
| PIK | PIK Vrbovec             |     |     |     |     |     |     |     |     |     |     |     |      |     |     |
| POL | Polet Pribislavec       |     |     |     |     |     |     |     |     |     |     |     |      |     |     |
| RUD | Rudar Mihovljan         |     |     |     |     |     |     |     |     |     |     |     |      |     |     |
| SLA | Slaven Koprivnica       |     |     |     |     |     |     |     |     |     |     |     |      |     |     |
| TVIN | TVIN Virovitica         |     |     |     |     |     |     |     |     |     |     |     |      |     |     |
| UDA | Udarnik Gornji Kućan    |     |     |     |     |     |     |     |     |     |     |     |      |     |     |
| ZAG | Zagorac Krapina         |     |     |     |     |     |     |     |     |     |     |     |      |     |     |
| |                         |     |     |     |     |     |     |     |     |     |     |     |      |     |     |
| podebljan rezultat - utakmice od 1. do 13. kola (1. utakmica između klubova) rezultat normalne debljine - utakmice od 14. do 26. kola (2. utakmica između klubova) rezultat nakošen - nije vidljiv redoslijed odigravanja međusobnih utakmica iz dostupnih izvora rezultat smanjen * - iz dostupnih izvora nije uočljiv domaćin susreta prekrižen rezultat - poništena ili brisana utakmica p - utakmica prekinuta 3:0 p.f. / 0:3 p.f. - rezultat 3:0 bez borbe |                         |     |     |     |     |     |     |     |     |     |     |     |      |     |     |

 Izvori: